# Joropo tuyero
El joropo tuyero es un género musical característico de los estados de Aragua y Miranda, en Venezuela. Como también se le conoce, acompaña al baile del joropo en el país.

## Integrantes
Este género es interpretado por un conjunto conformado por un arpista y un cantante que, a su vez, ejecuta las maracas. Por esta razón, este grupo se conoce con el nombre de arpa, maraca y buche.
A diferencia del joropo llanero, en el joropo tuyero no se emplea el cuatro.

## Joropo Tuyero
En el joropo tuyero destacan las siguientes variantes o especies: golpes, resbalosas, pajarillos, yaguazos, pasajes, guabinas. Además de dos suites o sets, conocidos como hornadas y revueltas. Las primeras son un conjunto de pasajes que se tocan uno detrás de otro. Las revueltas, por su parte, están conformadas por un grupo de especies que se ejecutan en una secuencia específica: pasaje, yaguaso, guabina, marisela y la llamada del mono.

## Origen
En la época colonial en Venezuela, se arraigan variadas costumbres y tradiciones del Imperio Español. Entre estas costumbres, están la de las artes de la música y el baile, a los que los españoles denominaban Fandango (Fiesta). Constituido por la música, en los ritmos del flamenco y andaluz. Los habitantes criollos para la época, también tomaron para sí estas fiestas y las denominaron Joropo (Fiesta criolla). Se cree para algunos autores que su origen data del año 1701, y para otros en el año 1746.
La expansión del joropo sugiere que los primeros fandangos introducidos en Caracas a principios del siglo XVIII, interpretados con bandurrias, vihuelas y mandoras, probablemente se ejecutaban en las veladas los «grandes cacaos» organizadas en las haciendas circunvecinas a Caracas. Así el fandango, como música de divertimento, competiría en buena lid con los conciertos de cuerdas a que hace referencia Arístides Rojas en su relato sobre «La primera taza de café en el valle de Caracas», en 1786, por iniciativa del padre Sojo fundador de la Escuela de Música de Chacao, del padre Mohedano y de don Bartolomé Blandín.
Los fandangos, ejecutados en arpas y clavecines durante las fiestas organizadas por la élite criolla en sus haciendas, sirvieron como base para que los campesinos (negros y mulatos) desarrollaran un nuevo género musical. A través de un proceso de apropiación y transformación cultural, estos campesinos incorporaron elementos rítmicos de su tradición, dando origen al joropo central. Instrumentos rústicos como el arpa de bambú y la bandola de taparo adquirieron un protagonismo fundamental en esta nueva manifestación musical, arraigada en los Valles del Tuy y Aragua. A partir de este momento, el fandango tradicional evolucionó hacia una estructura contrapuntística de carácter popular, donde alternarían en el arpa el tipleteo de la región aguda, los tenoreteos en la región media y el bordoneo, propio de los bajos.
Entre el cuadro funcional de la música venezolana, se le denomina como música de diversión popular, de parejas independientes y danzas figureadas. El joropo tuyero o central se considera un baile de galanterías, que se desenvuelven por las parejas hermosamente, con sus mejores trajes típicos. Hoy en día todavía existen pocos conocimientos sobre el pasado con respecto a lo que podemos llamar coreografías, ya que para la época, el pueblo que llamamos criollo merece solo la atención de los viajeros y estos nunca fueron expertos de coreografía. 
La palabra fandango desapareció paulatinamente y hoy solo se recoge su nombre en rincones muy apartados, tierra adentro por personas muy viejas de edad y por tradición de familias. Se oye sólo el joropo como hijo criollo del fandango. El joropo, con el tiempo, adquiere nuevas modalidades y hasta nuevas figuras que le dejan otros bailes que también práctica el pueblo.
Se denominó en una época joropo tuyero o pasaje aragüeño, porque se incurrió en estas regiones muchos arreglos musicales, como las del periquito de Miranda, Esteban Ramos, en los valles del Tuy, el estado de Miranda y en algunos lugares del estado de Aragua, lo que hace autóctono de estas regiones.
En el año de 1917, con el gobierno presidido por el general Juan Vicente Gómez, sucede una división política territorial en los estados centrales, y se produce el fenómeno de la propagación y divulgación del joropo tuyero, aragüeño, a lo que actualmente se llama joropo central. Algunas regiones de Aragua, Miranda y Carabobo por ejemplo: San Juan de los Morros pasó ser parte del estado Guárico y el poblado de Guigüe pasó a ser territorio de Carabobo y se anexó como parte de los estados centrales el estado Cojedes, donde se difunde esta música central, a través de las serranías transitadas por músicos campesinos; y en el estado de Aragua se entonaba para la época en los velorios de los santos y en el velorio de la Cruz de Mayo. Por esta razón se le empieza a denominar joropo central.

## Características

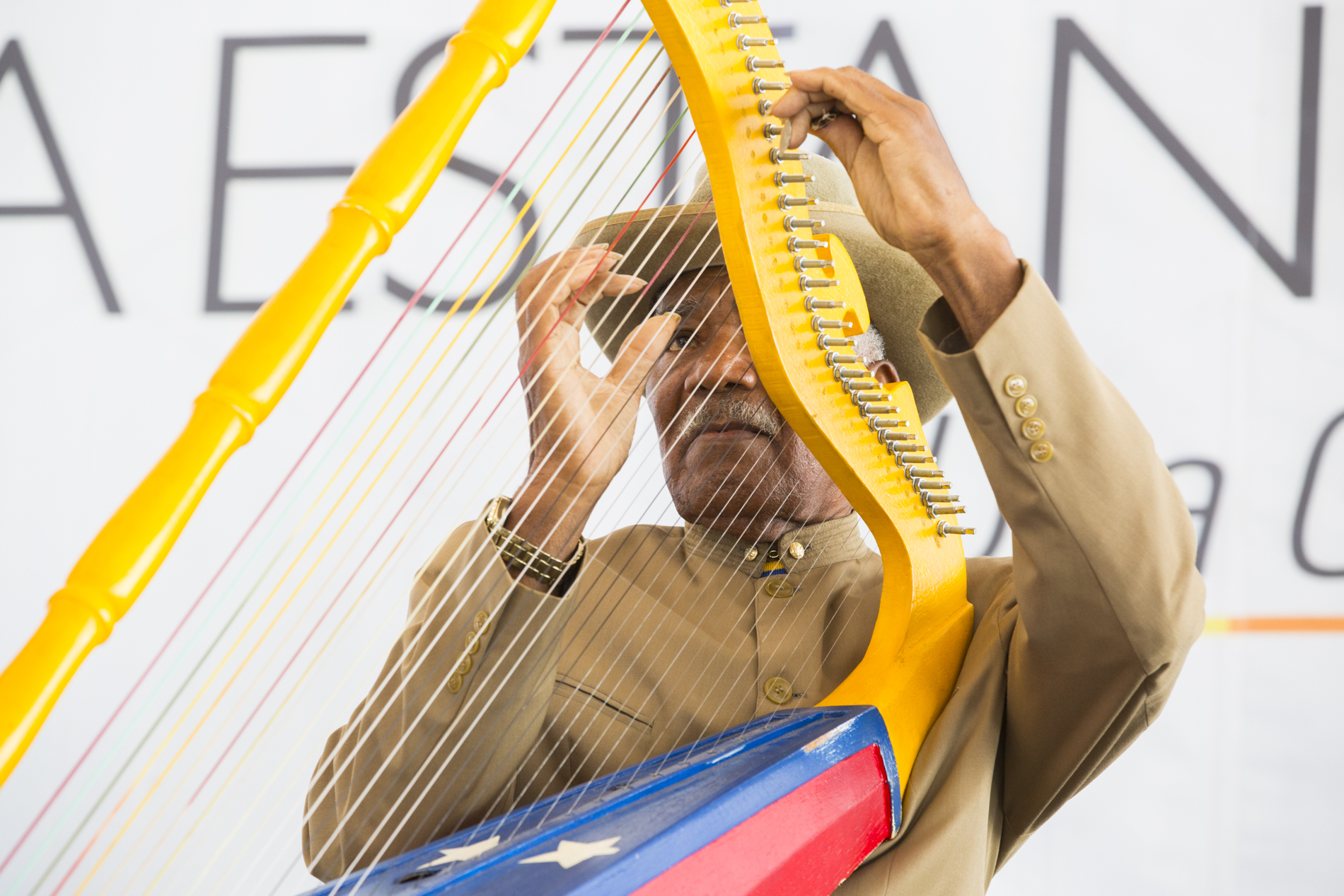
Ejecución de un arpa tuyera.

Mientras que el joropo llanero se entona con los siguientes instrumentos musicales: arpa o bandola llanera, cuatro y maracas; el joropo central o tuyero se entona con arpa tuyera, maracas y buche. Al mismo tiempo, mientras las cuerdas del arpa tuyera son intercaladas con cuerdas metálicas, en el arpa del joropo llanero todas las cuerdas son de nailon. Otro punto distintivo entre el joropo tuyero y llanero, es el hecho que en el joropo tuyero o central el que canta es el mismo que toca las maracas.

### La improvisación
La improvisación es una poesía raigal del joropo y en el canto popular constituye, quizás, la estructura más sólida de la oralidad vista como estética creativa y dinamizada por la controversia.

### La seguidilla
Forma poco usada en Venezuela, no así en España y Chile, donde goza de la predilección de los cantadores y payadores. Sin embargo, en algunos cantos aparece la seguidilla como tradición literaria, en joropos centrales, principalmente de Aragua, y en Nueva Esparta, en salmodias religiosas populares, con un aire musical muy parecido a la habanera.
Ejemplo de seguidilla, con su métrica alterna hepta y pentasilábica, dentro de un joropo titulado Canto aragüeño:
No me mires que miran

que nos miramos

y dirán los que miran

que nos amamos.

Nos contendremos,

y cuando no nos miren

nos miraremos.

### La décima o espinela
Con estructura de diez versos octosílabos y rima fija (ABBAACCDDC), tiene gran vigencia en los joropos centrales, popularmente conocidos como tuyeros. A la habilidad del repentista en la construcción de la décima en perfecta rima se le suma la variedad temática que este debe expresar de forma improvisada en las controversias de las celebraciones cúlticas o festivas.
En los estados Aragua y Miranda apreciamos la utilización de la décima en el desarrollo de los golpes centrales, así como en las variantes guabina y yaguazos. Un ejemplo es el golpe tuyero Canto a la Independencia que interpreta Margarito Aristiguieta, dedicado a Simón Bolívar.

### Instrumentos Melódicos
- Arpa central (o tuyera): dispone de la siguiente encordadura: trece cuerdas de metal para los tiples (sonidos agudos); trece de nylon para los tenoretes (sonidos medios) y diez de tripa para los bordones (sonidos bajos).

- Bandola central (de ocho cuerdas): utiliza cuerdas de metal y nylon simultáneamente.

- Acordeón (de botones) o sinfonía de boca: está actualmente en proceso de folklorización en esta zona.

- Guitarra punteada (con cuerdas de metal) o el cuatro punteado: sustituye el arpa o la bandola, en ausencia de estas últimas.

### Instrumentos de acompañamiento
- Maracas: el cantante, canta, y a su vez toca las maracas.

## Baile

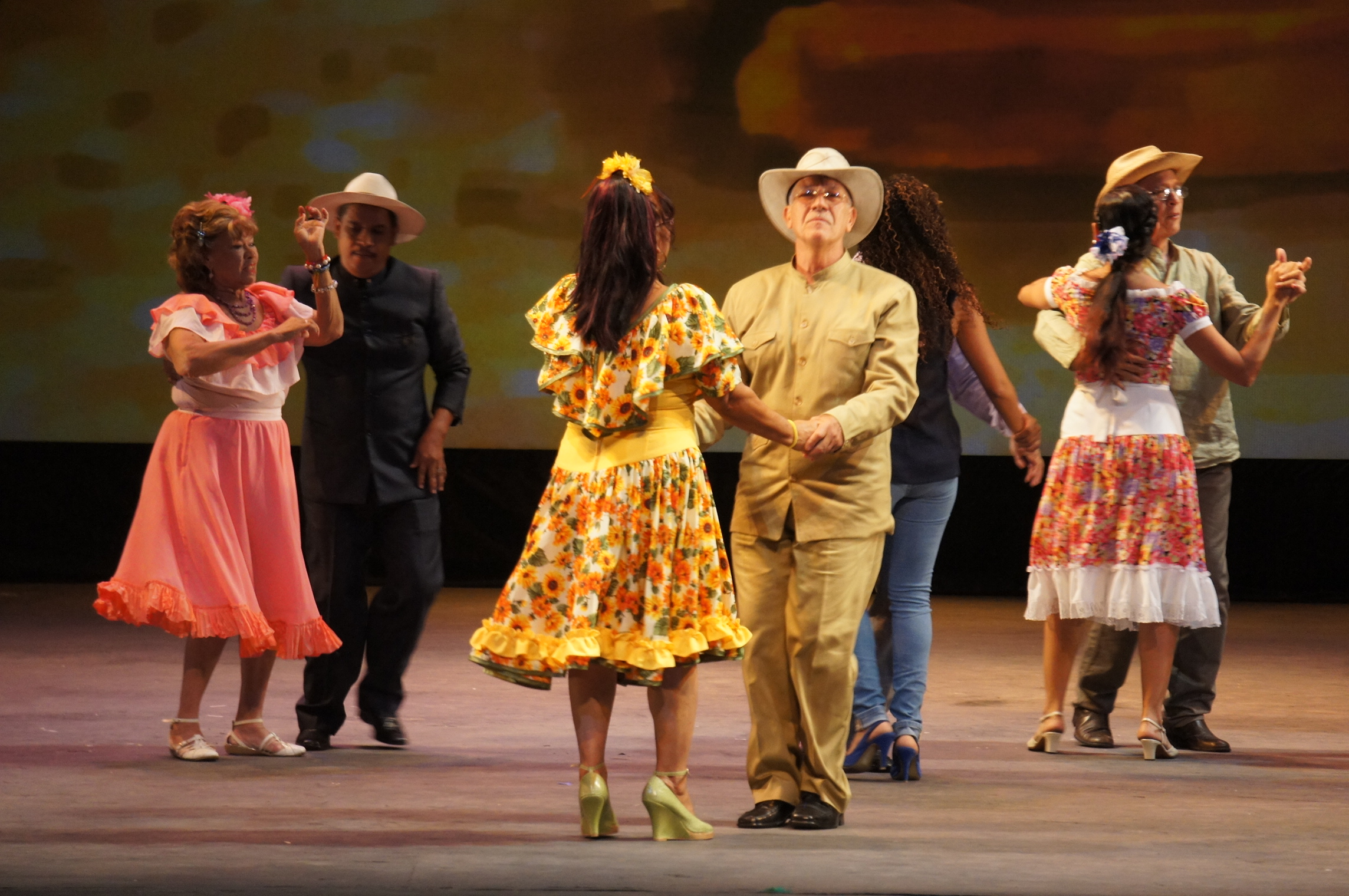
Parejas bailando joropo central en el Teatro Teresa Carreño (2014).

Se conoce como baile «empiñonao» o «apiñonao» al que se ejecuta en pareja, tomados de la mano, semiabrazados y desplazándose en sentido contrario a las agujas del reloj. Destacan los pasos cortos, tramados y rápidos y los pies se despegan muy poco del suelo. Las parejas bailan muy unidas y sus movimientos van a la par de la destreza del arpista. El hombre guía el desplazamiento y realiza las figuras, pases, tijeretas y zapateo. Este último si se ejecuta con el tacón y punta del zapato es más suave y se denomina escobillao.
En los valles de Aragua, Orituco y del Tuy se conservan esencialmente las figuras básicas valsiao, escobillao y zapatiao; en el caso de Aragua, una característica distintiva es la inclusión obligatoria del saludo o vuelta al ruedo al inicio del baile. Esta figura, ejecutada en pareja y tomada de las manos, consiste en un recorrido circular por todo el espacio de baile, representando un homenaje al público y un gesto de cortesía. Es posible que este baile guarde reminiscencias de los bailes de cuadrilla, en particular de la contradanza. El joropo central se distingue del llanero por su estilo de baile más refinado y pausado, caracterizado por figuras elegantes y movimientos fluidos. Esta distinción se complementa con un acompañamiento de arpa tuyera que exhibe una sonoridad única, gracias a la incorporación de cuerdas metálicas en su registro agudo. La interpretación virtuosa de este instrumento, junto con la estructura musical en forma de suite, confiere al joropo central una complejidad y belleza melódica particulares.

### Vestuario de los bailarines de joropo tuyero
Tradicionalmente, el traje femenino para el joropo consistía en una blusa blanca con faralaos a los alrededores además acompañadas de una falda larga con estampados de flores con diferentes colores muy llamativos. Sin embargo, a lo largo del tiempo, la indumentaria ha experimentado una evolución, adaptándose a las tendencias contemporáneas. Esta transformación ha dado como resultado un estilo más estilizado, caracterizado por faldas por encima de la rodilla y la incorporación de tejidos como la seda con decoraciones estampadas, el tul y la organza.
En la cabeza las mujeres suelen usar un tocado hecho de flores que anteriormente solían usar flores de cállenla de color rojo pero en la actualidad se suelen usar una variedad de flores muy llamativas y hermosas. En lo que respecta al calzado, las alpargatas constituyen la elección tradicional. Confeccionadas en cuero de res y con una suela suave, estos zapatos se caracterizan por su ligereza, permitiendo una gran movilidad durante la ejecución de los pasos de baile. Sus colores, cuidadosamente seleccionados, armonizan a la perfección con el diseño del vestido; por otro lado el hombre un poco más sencillo usa como vestimenta un liquiliqui conocido por ser el traje típico venezolano o en su defecto el traje campesino tradicional.